# 이강희 (정치인)
이강희(李康熙, 1942년 5월 5일~2025년 5월 27일)는 대한민국의 노동운동가 출신 정치인이다. 제13·15대 국회의원을 지냈다. 종교는 개신교.

## 생애
1942년, 경기도 수원군에서 태어났다. 항만노동자로 근무하면서 전국항운노동조합연맹부위원장, 한국노동조합총연맹 인천시협의회 의장 등의 노동 관련 단체에 몸담아 활동하였다. 한편 1988년 인항고등학교가 개교하여 이사장으로 있었다.
1988년 제13대 국회의원 선거에서 민주정의당 후보로 인천직할시 남구 을 선거구에 출마하여 당선되었다.
1992년 제14대 국회의원 선거에서 민주자유당 후보로 같은 선거구에 출마하였으나 민주당 하근수 후보에 밀려 낙선하였다.
1996년 제15대 국회의원 선거에서 신한국당 후보로 인천광역시 남구 을 선거구에 출마하여 새정치국민회의 하근수 후보에 설욕하였다. 이후 신한국당 인천광역시 지부장, 한나라당 인천광역시 지부장을 역임하였다. 그러나 1998년 한나라당을 탈당하여 새정치국민회의에 입당하였다. 1999년 초 새정치국민회의 당직 개편으로 수석사무부총장에 임명되었다.
2000년 제16대 국회의원 선거에서 새천년민주당 후보로 같은 선거구에 출마하였으나 한나라당 안영근 후보에 밀려 낙선하였다.
2002년 제16대 대통령 선거를 앞두고 이한동의 하나로국민연합에서 정책위원회 의장, 최고위원을 역임하였다.
2012년 제18대 대통령 선거를 앞두고 새누리당 박근혜 후보 지지를 선언하였다.

## 역대 선거 결과
|  | 38.79% |

|  | 39.10% |

|  | 41.16% |

|  | 34.44% |

## 가족 관계
- 배우자: 이규열
  - 슬하: 이윤재. 이원재

## 같이 보기
- 남구 을 (인천)
- 인천 남구의 국회의원